# Cantonul Le Biot
Cantonul Le Biot este un canton din arondismentul Thonon-les-Bains, departamentul Haute-Savoie, regiunea Rhône-Alpes, Franța.

## Comune
- Essert-Romand
- La Baume
- La Forclaz
- La Vernaz
- Le Biot (reședință)
- Montriond
- Morzine
- Saint-Jean-d'Aulps
- Seytroux